# Bart Verbruggen
Bart Verbruggen (ur. 18 sierpnia 2002 w Zwolle) – holenderski piłkarz grający na pozycji bramkarza w angielskim klubie Brighton & Hove Albion oraz reprezentacji Holandii. Uczestnik Mistrzostw Europy 2024.